# Hanns-Josef Ortheil
Hanns-Josef Ortheil, né le 5 novembre 1951 à Cologne (Allemagne), est un auteur allemand spécialiste de la littérature allemande, également pianiste. Il a écrit de nombreux romans autobiographiques et historiques.